# 뤼도비크 아조르크
뤼도비크 아조르크 (Ludovic Ajorque, 1994년 2월 25일 ~ )는 프랑스의 축구 선수이며, 브레스트에서 공격수로 뛰고 있다.
틀:스타드 브레스트 29 선수 명단